# 陸前高田郵便局

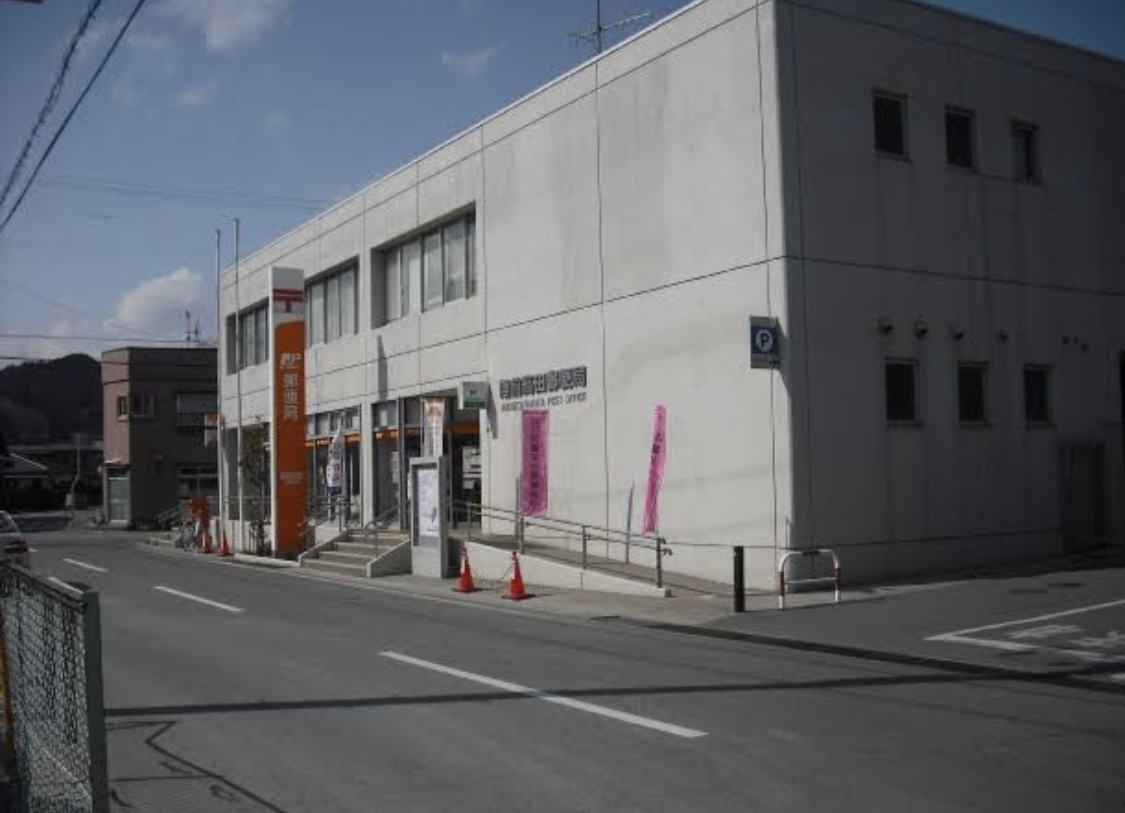
震災前の陸前高田郵便局・郵便事業陸前高田支店

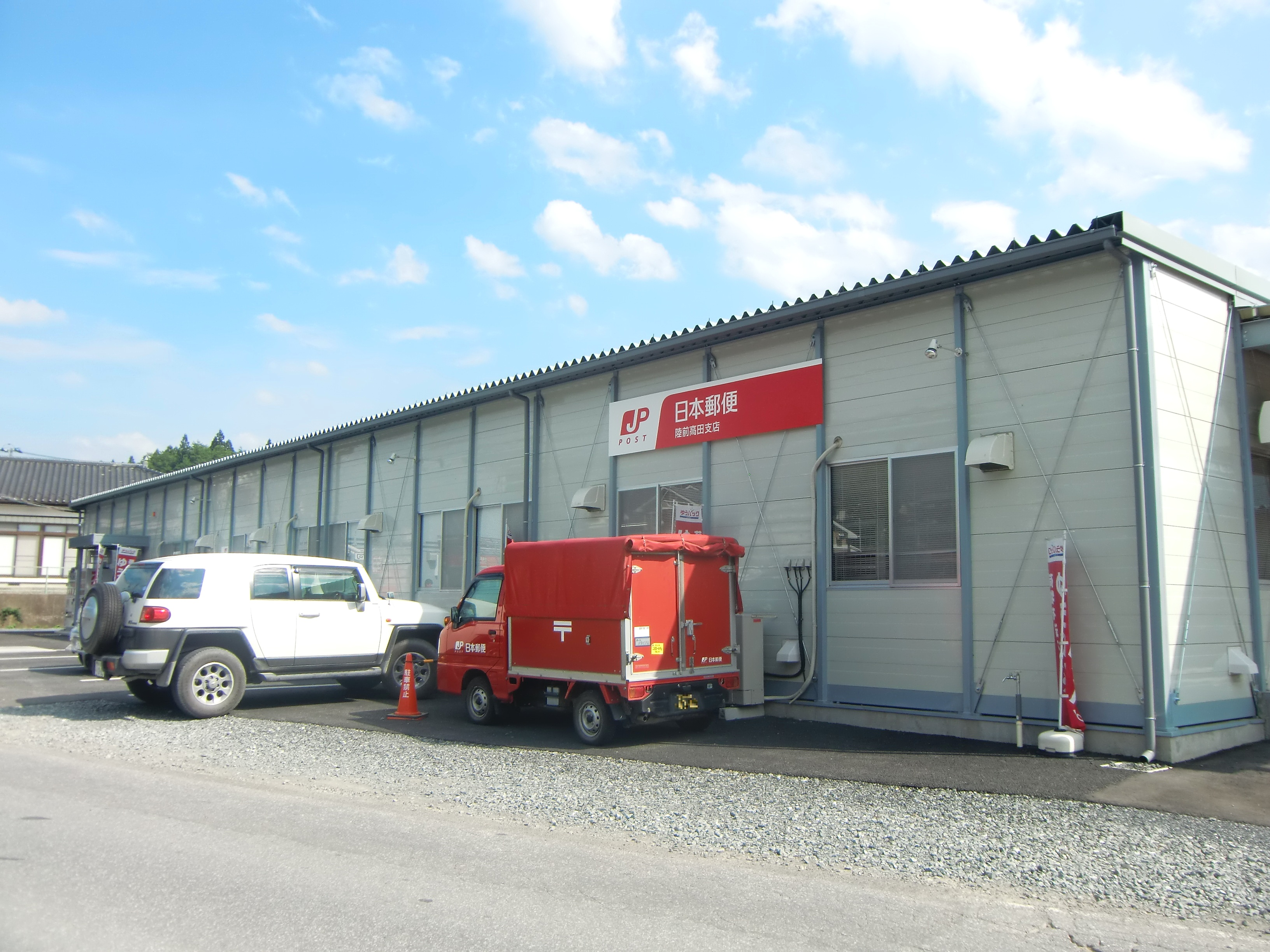
2011年10月5日から供用されていた仮店舗（郵便事業陸前高田支店→郵便分室）

陸前高田郵便局（りくぜんたかたゆうびんきょく）は、岩手県陸前高田市高田町にある郵便局。郵政民営化前の分類では集配普通郵便局であった。局番号は83018。

## 概要
所在地：〒029-2205 岩手県陸前高田市高田町馬場前300-1

### 分室
- 郵便分室 - 東日本大震災（以下「震災」と略記）での被災に伴う仮店舗として、市内竹駒町字滝の里24-12に設置（竹駒郵便局に併設）していた。2022年に本局と統合。

## 沿革
- 1872年8月4日（明治5年7月1日） - 高田郵便取扱所として開設[1]。
- 1875年（明治8年）1月1日 - 高田郵便局（五等）となる。
- 1876年（明治9年）5月 - 氷上（ひのかみ）郵便局に改称。
- 1882年（明治15年） - 為替・貯金取扱を開始。
- 1890年（明治23年）11月10日 - 高田郵便局に改称。
- 1896年（明治29年）8月17日 - 高田郵便電信局となる。
- 1903年（明治36年）4月1日 - 通信官署官制の施行に伴い高田郵便局となる。
- 1956年（昭和31年）6月10日 - 陸前高田郵便局に改称[2]。
- 1958年（昭和33年）3月1日 - 特定郵便局から普通郵便局に局種別改定。
- 1963年（昭和38年）12月1日 - 電話交換事務および和文電報配達事務を陸前高田電報電話局に移管。
- 1981年（昭和56年）5月 - 局舎新築。
- 1988年（昭和63年）10月17日 - 只出郵便局（現・陸前小友郵便局）および矢作郵便局から集配業務を移管。
- 1999年（平成11年） - 外国通貨の両替および旅行小切手の売買に関する業務取扱を開始。
- 2007年（平成19年）10月1日 - 郵政民営化に伴い、併設された郵便事業陸前高田支店に一部業務を移管。
- 2011年（平成23年）
  - 3月11日 - 震災による津波で局舎が甚大な被害を受ける[3]。局内では局長ら職員7人が死亡、行方不明となる。これに伴い郵便局店舗は営業停止となり、その間一部業務を移動郵便局車両で対処。
  - 3月19日 - 郵便事業陸前高田支店の仮店舗を、矢作町字山崎44-6（陸前高田市山崎公民館敷地内）に移転設置。
  - 4月26日 - 所在地を高田町字馬場前45-2より、移動郵便局が営業していた場所である高田町字鳴石50-21へ移転し、郵便局としての業務を全面的に再開。仮店舗営業中の郵便事業陸前高田支店は移転の対象とならなかったため、名実ともに郵便局単独店舗となった。営業時間は旧無集配特定郵便局並みのものとなった。また郵便番号が〒029-2299より〒029-2205に変更され、以前の番号は郵便事業側専用の番号となった。ただし、郵便事業陸前高田支店の仮店舗営業期間は、住所に付けられた番号となり、専用番号は利用していない。
  - 10月5日 - 郵便事業陸前高田支店の仮店舗を、同日移転リニューアルした竹駒郵便局（竹駒町字滝の里24-12）と同一の建物に移転。
- 2012年（平成24年）10月1日 - 日本郵便株式会社の発足に伴い、郵便事業陸前高田支店を当局の郵便分室とする。
- 2022年（令和4年）
  - 4月18日 - 震災までの旧店舗から北へ約100 mの位置にある高田町字馬場前300-1に移転。竹駒町字滝の里の郵便分室も統合[4]。
  - 4月22日 - 開局して5日目にあたる同日、82歳の女性が運転する車が郵便局に突っ込み、建物のガラスが割れる被害が出た[5]。

## 取扱内容
- 郵便、印紙、ゆうパック、内容証明、チルドゆうパック
- 貯金、為替、振替、振込、国際送金、国債、投資信託
- 生命保険、バイク自賠責保険、自動車保険
- ゆうちょ銀行ATM

### 郵便分室
- 陸前高田市内（〒029-22xx）の集配業務
- ゆうゆう窓口

## 風景印
- 表記は『陸前高田郵便』
- 図案は『奇跡の一本松』
- 使用開始日は2012年（平成24年）7月2日

### 過去の風景印
- 2012年（平成24年）7月2日 - 2012年（平成24年）9月30日
  - 表記は『陸前高田』
  - 図案は『奇跡の一本松』
仮店舗ゆうゆう窓口に配備

## 周辺
- 陸前高田駅
- 陸前高田市立博物館
- 陸前高田市立図書館